# Syscenus karu
Syscenus karu là một loài chân đều trong họ Aegidae. Loài này được Bruce miêu tả khoa học năm 2005.